# Cyclopsitta diophthalma
Cyclopsitta diophthalma е вид птица от семейство Папагалови (Psittaculidae).

## Разпространение
Видът е разпространен в Австралия, Индонезия и Папуа Нова Гвинея.